# Lexus LFA
A Lexus LFA (Japánul: レクサス) egy kétüléses sportautó a Lexus-tól, a Toyota luxus autó osztályától. Ez a második modell az F típus teljesítmény autó vonaláról a Lexustól, az IS F-et követve. Három koncepció autó volt leleplezve, mindegyik debütált az Észak-Amerikai Nemzetközi Auto Show-n (North American International Auto Show). A 2000-es években a fejlődése kezdete után (a kódnév TXS-el) az első LF-A koncepció bemutatásra került 2005-ben, majd 2007-ben jött a második koncepció immáron egy sokkal jobban elrendezett külsővel és belsővel. Az LF-A harmadik verzióját, roadsterként 2008-ban mutatták be. A bemutató modellt, LFA névjeggyel, 2009 októberében a Tokyo Motor Show-n leplezték le. A Lexus szerint az "A" betű az LFA-ból, azt jelenti hogy "Apex" (csúcs), tehát csúcsa az LF vonal autóinak.
Akio Toyoda, a Toyota Motor Corporation (TMC) anyavállalatának vezetője, látta az LFA-ban a lehetőséget, hogy ikonikus alakja legyen a Lexus-nak, megtestesítve Toyoda ötletét, hogy a Lexus-nak kötődnie kell a tulajdonosával.